# Спивак, Тимофей Иванович
Тимофе́й Ива́нович Спива́к (13 ноября 1947, Херсон — 30 ноября 2022, Москва) — советский и российский актёр театра, кино и дубляжа, кинорежиссёр и сценарист.

## Биография
Тимофей Спивак родился 13 ноября 1947 года в Херсоне.
Учился в музыкальной школе. Поступил в десантное военное училище, но училище бросил, пройдя срочную службу в армии. Поступил в Красноярское музыкальное училище по классу скрипки, но, получив травму руки, перешёл на отделение оперетты.
Играл в Красноярском театре музыкальной комедии, в Майкопском драматическом театре.
В 1972 году Тимофей Иванович поступает в ГИТИС на курс Владимира Андреева. С 1976 года играл в Московском драматическом театре имени К. С. Станиславского. С 1982 года — актёр киностудии им. М. Горького; с того же времени много работал на дубляже иностранных фильмов.
С 1992 года преподавал в Институте современного искусства (ИСИ). В 2001 году вместе с мексиканским режиссёром Серхио Ольховичем (у которого снимался в фильме «Эсперанса») создал Российско-мексиканский институт искусства, кино и театра в Мехико, где проработал в течение двух лет. В дальнейшем был организатором недель российского кино и институтов искусств в Уругвае и Вьетнаме, однако задумку института искусств не поддержало вьетнамское правительство, и проект пришлось закрыть.
Был художественным руководителем Театра-студии «Актёры кино и театра» (А. К. Т.), ликвидированного в октябре 2015 года. Затем стал учредителем и генеральным директором ООО «Театр-студия современного искусства». Преподавал мастерство актёра в МИТУ-МАСИ (Московский архитектурно-строительный институт).
Скончался 30 ноября 2022 года. Похоронен 2 декабря на Хованском кладбище в Москве.

### Семья
Первая жена (студенческий брак) — Татьяна Клюева, актриса.
Вторая жена (1983—1988) — Екатерина Васильева, актриса, дочь актрисы Жанны Прохоренко и режиссёра, сценариста, кинооператора Евгения Васильева. дочь — Марьяна Спивак (род. 1985), актриса. Внук – Григорий (2015).

## Творчество

### Актёр театра
- «Порог» А. Дударева — драгун
- «Сирано де Бержерак» Э. Ростана — Кристиан де Невильет
- «Прощание в июне» А. Вампилова — Гомыра

### Фильмография
- 1974 — Тайна партизанской землянки — Девятисил, командир партизанского отряда
- 1975 — Гаспароне — студент Эрминио
- 1976 — Моя любовь на третьем курсе — Алексей Нестеров, комиссар студенческого стройотряда
- 1977 — Пыль под солнцем — Иосиф Варейкис
- 1977 — Юлия Вревская — брат Верещагина
- 1978 — История с метранпажем (короткометражка) — Олег Камаев
- 1978 — Мятежная баррикада
- 1979 — Десант на Орингу — Иванов
- 1979 — Особо опасные… — Константин («Красавец»)
- 1980 — Служа Отечеству — поручик Алексей Налымов (приз за лучшую мужскую роль на XIV Всесоюзном кинофестивале, 1981)
- 1980 — Белый снег России — Макс Эйве
- 1980 — Звёздный инспектор — Карел Зденек
- 1981 — Шестой — Александр
- 1981 — Золотое руно — Зиннер, иностранный турист
- 1981 — Американская трагедия — адвокат Белнеп
- 1982 — Бой на перекрёстке — Александр Велегорский, адъютант Травникова
- 1982 — 1984 — Огненные дороги — Ричардсон
- 1983 — Шёл четвёртый год войны — Артур
- 1983 — Комбаты — Лихачёв
- 1984 — Канкан в Английском парке — Максим Рутковский
- 1985 — Марица — Тасилло
- 1985 — Прощание славянки — Алексей
- 1985 — Кармелюк — Ольшевский—сын
- 1986 — Потерпевшие претензий не имеют — следователь Верещагин
- 1986 — Алый камень — Юрий Долгов, друг Степана
- 1987 — Государственная граница. Фильм 6-й: За порогом победы — Клим Рогозный, краевой руководитель УПА
- 1988 — Эсперанса (Мексика — СССР) — Анатоль Ольховский
- 1990 — Динозавры XX века — Хаджаев, член наркомафии
- 1990 — Овраги — Стефан Иванович
- 1991 — Очаровательные пришельцы — представитель СП
- 1993 — Вопреки всему — Александр, милиционер
- 2019 — Ростов — Василий Макарович Золотарёв, купец
- 2019 — Эпидемия — священник
- 2021 — Шифр-2 — сосед Саранцевой (12-я серия)
- 2021 — ИП Пирогова-4 — Михаил Михайлович Гончаров, профессор социологии
- 2021 — Детективы Анны Малышевой. Фильм 15-й: Чёрная вдова — Борис Андреевич Лукьянов

### Киножурнал «Фитиль»
- 1993 — Выпуск № 369 (новелла «Умелец») — Альберт, любовник

### Режиссёр
- 1992 — Три дня вне закона
- 1993 — Вопреки всему
- 2001 — Горе-злосчастье

### Сценарист
- 1993 — Вопреки всему
- 2001 — Горе-злосчастье

### Дубляж и закадровое озвучивание

#### Фильмы

##### Пол Хоган
- 1986 — Данди по прозвищу «Крокодил» — Майкл «Крокодил» Данди[10]
- 2001 — Крокодил Данди в Лос-Анджелесе — Майкл «Крокодил» Данди[10]

##### Другие фильмы
- 1982 — Ганди[10] — репортёр (Дерек Лайонс)
- 1982 — Рэмбо: Первая кровь — все персонажи (закадровый перевод киностудии «Мосфильм»)[10]
- 1984 — Берег левый, берег правый — Поль Сенанк (Жерар Депардьё)[10]
- 2008 — Враг государства № 1 — Жак Мерин (Венсан Кассель)[10]

#### Телесериалы
- 1993—1998 — Вавилон-5 — Джеффри Синклер (Майкл О’Хара), Джон Шеридан (Брюс Бокслейтнер) и другие (1—4-й сезоны) (закадровый перевод ТВ-6)[11]

### Озвучивание
- 1992 — Три дня вне закона — Андрей Вавилов (Дмитрий Щербина)[10]

### Озвучивание мультфильмов
- 1989 — Рождение Эрота — Арес
- 1990 — Дафна — Аполлон

## Награды
- 1981 — приз за лучшую мужскую роль на XIV Всесоюзном кинофестивале, проходившем в Вильнюсе (за главную роль поручика Алексея Налымова в фильме узбекского режиссёра Латифа Файзиева «Служа отечеству»)